# Nicolás Fedor
Nicolás Ladislao Fedor Flores, meglio conosciuto come Miku (Caracas, 19 agosto 1985), è un calciatore venezuelano con passaporto ungherese, attaccante del Metropolitanos.
Figlio di padre ungherese e madre venezuelana, ha ricevuto il suo soprannome da Miklós.

## Carriera

### Club

#### Inizi: Valencia e prestiti vari
Arrivato nel settore giovanile del Valencia a 21 anni, Miku è diventato un calciatore professionista tre anni più tardi. Ha giocato in prestito, fra il 2004 e il 2009, in varie squadre della seconda e terza divisione spagnola.
Il 27 agosto 2009, torna al Valencia dopo una buona stagione con il Salamanca (terminando al 7º posto nella classifica marcatori con 15 gol), e realizza una tripletta in UEFA Europa League in casa contro lo Stabæk Fotball, partita vinta per 4-1.

#### Getafe e prestito al Celtic
Tuttavia, chiaramente superfluo al Valencia, Miku è stato ceduto nel mese di gennaio 2010 al Getafe, con cui ha firmato un accordo di quattro anni e mezzo. Ha segnato al suo debutto, in una vittoria per 2-1 in casa del Maiorca, nei quarti di finale della coppa nazionale, nel secondo tempo da subentrato.
Approfittando dell'assenza della prima scelta Roberto Soldado a causa di un infortunio, Miku ha cominciato a giocare regolarmente come titolare. Il 28 marzo 2010, ha messo a segno una doppietta nella vittoria per 3-1 contro il Deportivo de La Coruña.
Miku ha iniziato la stagione 2011-12 come prima scelta, battendo la concorrenza del veterano Daniel Güiza e di Adrián Colunga. Ha segnato tre gol nelle prime due partite di campionato, contro il Levante (pareggio interno per 1-1) e Real Madrid (2-4 in una sconfitta esterna) siglando i primi due gol subiti dal Real Madrid di José Mourinho in quella stagione. Il 1º ottobre ha segnato un gol controverso, con un tocco di mano, contro il Malaga, sebbene gli andalusi abbiano vinto per 3-2.
Il 1º settembre 2012 viene mandato in prestito gratuito al Celtic. Fa il suo esordio il 15 settembre 2012 contro il St. Johnstone e fa il suo esordio anche in UEFA Champions League il 19 settembre giocando gli interi 90 minuti contro il Benfica. Sigla il suo primo gol in Scozia contro il Dundee Utd il 4 novembre e al momento dell'esultanza va ad abbracciare la sua tifoseria, finendo anche ammonito dall'arbitro per questa azione.

#### Al-Gharafa
Dopo un buon inizio di campionato, in cui realizza 2 reti in 5 presenze, il 30 settembre 2013 il Getafe ufficializza la sua cessione all'Al-Gharafa. Debutta con la nuova maglia il 4 ottobre 2013, nella gara di campionato contro il Qatar SC. In quella gara mette a segno, al 94', il gol del definitivo 1-1. Colleziona, in una stagione e mezzo, 22 presenze e 6 reti in campionato.

#### Ritorno in Spagna: Rayo Vallecano
Il 2 febbraio 2015 viene ufficializzato il suo trasferimento al Rayo Vallecano.

### Nazionale
Miku ha fatto il suo debutto con il Venezuela il 16 agosto 2006, in una amichevole pareggiata 0-0 con l'Honduras. Dopo, fu un importante membro della squadra che ha partecipato alla qualificazioni per la FIFA World Cup 2010, segnando un gol nel un trionfo per 2-0 in casa contro la Colombia, il 31 marzo 2009.
Il 9 settembre 2009, Miku ha segnato due gol in una vittoria casalinga per 3-1 contro il Perù, questo ha portato il Venezuela più vicino alla sua prima qualificazione Coppa del Mondo, cosa non accaduta. Ha rappresentato la nazione alla Copa América 2011, segnando nel 3-3 contro il Paraguay e aiutando la sua squadra a raggiungere il secondo posto nella fase a gironi, e un quarto posto finale.

## Statistiche

### Presenze e reti nei club
| Stagione              | Squadra               | Campionato            | Campionato | Campionato | Totale   | Totale |
| Stagione              | Squadra               | Campionato            | Presenze   | Reti       | Presenze | Reti   |
| --------------------- | --------------------- | --------------------- | ---------- | ---------- | -------- | ------ |
| 2003-2004             | Valencia Mestalla     | SDB                   | 0          | 0          | 0        | 0      |
| 2004-2005             | Alcoyano              | SDB                   | 21         | 5          | 21       | 5      |
| 2005-2006             | Salamanca             | SDB                   | 36         | 18         | 36       | 18     |
| 2006-gen. 2007        | Ciudad de Murcia      | SD                    | 8          | 0          | 8        | 0      |
| gen.-giu. 2007        | Valencia Mestalla     | SDB                   | 15         | 1          | 15       | 1      |
| 2007-2008             | Gimnàstic             | SD                    | 29         | 2          | 29       | 2      |
| 2008-2009             | Salamanca             | SD                    | 36         | 15         | 36       | 15     |
| 2009-gen. 2010        | Valencia              | PD                    | 2          | 0          | 2        | 0      |
| gen.-giu. 2010        | Getafe                | PD                    | 16         | 5          | 16       | 5      |
| 2010-2011             | Getafe                | PD                    | 31         | 7          | 31       | 7      |
| 2011-2012             | Getafe                | PD                    | 38         | 12         | 38       | 12     |
| lug.-ago. 2012        | Getafe                | PD                    | 2          | 0          | 2        | 0      |
| Totale Getafe         | Totale Getafe         | Totale Getafe         | 87         | 24         | 87       | 24     |
| set. 2012-2013        | Celtic                | SPL                   | 11         | 2          | 11       | 2      |
| lug.-set. 2013        | Getafe                | PD                    | 5          | 2          | 5        | 2      |
| 2013-2014             | Al-Gharafa            | QSL                   | 14         | 5          | 14       | 5      |
| 2014-feb. 2015        | Al-Gharafa            | QSL                   | 8          | 1          | 8        | 1      |
| Totale Al-Gharafa     | Totale Al-Gharafa     | Totale Al-Gharafa     | 22         | 6          | 22       | 6      |
| feb.-giu. 2015        | Rayo Vallecano        | PD                    | 7          | 2          | 7        | 2      |
| 2015-2016             | Rayo Vallecano        | PD                    | 22         | 9          | 22       | 9      |
| 2016-2017             | Rayo Vallecano        | SD                    | 12         | 2          | 12       | 2      |
| Totale Rayo Vallecano | Totale Rayo Vallecano | Totale Rayo Vallecano | 41         | 13         | 41       | 13     |
| 2017-2018             | Bengaluru             | ISL                   | 17+3       | 14+1       | 20       | 15     |
| 2018-2019             | Bengaluru             | ISL                   | 9+3        | 4+1        | 12       | 5      |
| Totale Bengaluru      | Totale Bengaluru      | Totale Bengaluru      | 26+6       | 18+2       | 32       | 20     |
| 2019-2020             | Omonia Nicosia        | PC                    | 8+1        | 0          | 9        | 0      |
| 2020-2021             | Deportivo             | SDB                   | 11+5       | 3+4        | 16       | 7      |
| 2021-2022             | Deportivo             | 1° RFEF               | 32+2       | 12+0       | 34       | 12     |
| Totale Deportivo      | Totale Deportivo      | Totale Deportivo      | 43+7       | 15+4       | 50       | 19     |
| Totale carriera       | Totale carriera       | Totale carriera       | 390+14     | 121+6      | 404      | 127    |

### Cronologia presenze e reti in Nazionale
| Cronologia completa delle presenze e delle reti in nazionale ― Honduras | Cronologia completa delle presenze e delle reti in nazionale ― Honduras | Cronologia completa delle presenze e delle reti in nazionale ― Honduras | Cronologia completa delle presenze e delle reti in nazionale ― Honduras | Cronologia completa delle presenze e delle reti in nazionale ― Honduras | Cronologia completa delle presenze e delle reti in nazionale ― Honduras | Cronologia completa delle presenze e delle reti in nazionale ― Honduras | Cronologia completa delle presenze e delle reti in nazionale ― Honduras |
| Data                                                                    | Città                                                                   | In casa                                                                 | Risultato                                                               | Ospiti                                                                  | Competizione                                                            | Reti                                                                    | Note                                                                    |
| ----------------------------------------------------------------------- | ----------------------------------------------------------------------- | ----------------------------------------------------------------------- | ----------------------------------------------------------------------- | ----------------------------------------------------------------------- | ----------------------------------------------------------------------- | ----------------------------------------------------------------------- | ----------------------------------------------------------------------- |
| 16-8-2006                                                               | Maracay                                                                 | Venezuela                                                               | 0 – 0                                                                   | Honduras                                                                | Amichevole                                                              | -                                                                       |                                                                         |
| 6-9-2006                                                                | Basilea                                                                 | Austria                                                                 | 0 – 1                                                                   | Venezuela                                                               | Amichevole                                                              | -                                                                       | 79’                                                                     |
| 15-11-2006                                                              | Caracas                                                                 | Venezuela                                                               | 2 – 1                                                                   | Guatemala                                                               | Amichevole                                                              | -                                                                       | 46’                                                                     |
| 28-2-2007                                                               | San Diego                                                               | Venezuela                                                               | 1 – 3                                                                   | Messico                                                                 | Amichevole                                                              | -                                                                       | 69’                                                                     |
| 24-3-2007                                                               | Mérida                                                                  | Venezuela                                                               | 3 – 1                                                                   | Cuba                                                                    | Amichevole                                                              | -                                                                       | 46’                                                                     |
| 28-3-2007                                                               | Maracaibo                                                               | Venezuela                                                               | 5 – 0                                                                   | Nuova Zelanda                                                           | Amichevole                                                              | 1                                                                       | 46’                                                                     |
| 25-5-2007                                                               | Mérida                                                                  | Venezuela                                                               | 2 – 1                                                                   | Honduras                                                                | Amichevole                                                              | -                                                                       |                                                                         |
| 1-6-2007                                                                | Maracaibo                                                               | Venezuela                                                               | 2 – 2                                                                   | Canada                                                                  | Amichevole                                                              | -                                                                       | 46’                                                                     |
| 22-8-2007                                                               | José Ingenieros                                                         | Paraguay                                                                | 1 – 1                                                                   | Venezuela                                                               | Amichevole                                                              | 1                                                                       | 70’                                                                     |
| 17-11-2007                                                              | Bogotà                                                                  | Colombia                                                                | 1 – 0                                                                   | Venezuela                                                               | Qual. Mondiali 2010                                                     | -                                                                       | 79’                                                                     |
| 31-3-2009                                                               | Puerto Ordaz                                                            | Venezuela                                                               | 2 – 0                                                                   | Colombia                                                                | Qual. Mondiali 2010                                                     | 1                                                                       | 73’                                                                     |
| 10-6-2009                                                               | Puerto Ordaz                                                            | Venezuela                                                               | 2 – 2                                                                   | Uruguay                                                                 | Qual. Mondiali 2010                                                     | -                                                                       | 62’                                                                     |
| 12-8-2009                                                               | East Rutherford                                                         | Colombia                                                                | 1 – 2                                                                   | Venezuela                                                               | Amichevole                                                              | -                                                                       | 70’                                                                     |
| 9-9-2009                                                                | Puerto La Cruz                                                          | Venezuela                                                               | 3 – 1                                                                   | Perù                                                                    | Qual. Mondiali 2010                                                     | 2                                                                       | 52’ 84’                                                                 |
| 10-10-2009                                                              | Puerto Ordaz                                                            | Venezuela                                                               | 1 – 2                                                                   | Paraguay                                                                | Qual. Mondiali 2010                                                     | -                                                                       |                                                                         |
| 14-10-2009                                                              | Campo Grande                                                            | Brasile                                                                 | 0 – 0                                                                   | Venezuela                                                               | Qual. Mondiali 2010                                                     | -                                                                       | 84’                                                                     |
| 3-3-2010                                                                | Barquisimeto                                                            | Venezuela                                                               | 1 – 2                                                                   | Panama                                                                  | Amichevole                                                              | -                                                                       |                                                                         |
| 29-5-2010                                                               | Mérida                                                                  | Venezuela                                                               | 1 – 1                                                                   | Canada                                                                  | Amichevole                                                              | -                                                                       | 90’                                                                     |
| 11-8-2010                                                               | Panama                                                                  | Panama                                                                  | 3 – 1                                                                   | Venezuela                                                               | Amichevole                                                              | -                                                                       | 69’                                                                     |
| 7-9-2010                                                                | Barquisimeto                                                            | Venezuela                                                               | 1 – 0                                                                   | Ecuador                                                                 | Amichevole                                                              | 1                                                                       | 90’                                                                     |
| 9-2-2011                                                                | Puerto La Cruz                                                          | Venezuela                                                               | 2 – 2                                                                   | Costa Rica                                                              | Amichevole                                                              | -                                                                       | 71’                                                                     |
| 25-3-2011                                                               | Montego Bay                                                             | Giamaica                                                                | 0 – 2                                                                   | Venezuela                                                               | Amichevole                                                              | 1                                                                       | 81’                                                                     |
| 29-3-2011                                                               | San Diego                                                               | Messico                                                                 | 1 – 1                                                                   | Venezuela                                                               | Amichevole                                                              | -                                                                       | 85’                                                                     |
| 1-6-2011                                                                | Città del Guatemala                                                     | Guatemala                                                               | 0 – 2                                                                   | Venezuela                                                               | Amichevole                                                              | 1                                                                       | 66’                                                                     |
| 7-6-2011                                                                | Puerto La Cruz                                                          | Venezuela                                                               | 0 – 3                                                                   | Spagna                                                                  | Amichevole                                                              | -                                                                       | 46’                                                                     |
| 3-7-2011                                                                | La Plata                                                                | Brasile                                                                 | 0 – 0                                                                   | Venezuela                                                               | Coppa America 2011 - 1º turno                                           | -                                                                       | 78’                                                                     |
| 9-7-2011                                                                | Salta                                                                   | Venezuela                                                               | 1 – 0                                                                   | Ecuador                                                                 | Coppa America 2011 - 1º turno                                           | -                                                                       | 75’                                                                     |
| 13-7-2011                                                               | Salta                                                                   | Paraguay                                                                | 3 – 3                                                                   | Venezuela                                                               | Coppa America 2011 - 1º turno                                           | 1                                                                       | 67’                                                                     |
| 17-7-2011                                                               | San Juan                                                                | Cile                                                                    | 1 – 2                                                                   | Venezuela                                                               | Coppa America 2011 - Quarti di finale                                   | -                                                                       | 59’                                                                     |
| 20-7-2011                                                               | Buenos Aires                                                            | Paraguay                                                                | 0 – 0 dts (5 – 3 dtr)                                                   | Venezuela                                                               | Coppa America 2011 - Semifinale                                         | -                                                                       | 73’                                                                     |
| 23-7-2011                                                               | La Plata                                                                | Perù                                                                    | 4 – 1                                                                   | Venezuela                                                               | Coppa America 2011 - Finale 3º posto                                    | -                                                                       | 61’                                                                     |
| 2-9-2011                                                                | Calcutta                                                                | Venezuela                                                               | 0 – 1                                                                   | Argentina                                                               | Amichevole                                                              | -                                                                       |                                                                         |
| 11-10-2011                                                              | Puerto La Cruz                                                          | Venezuela                                                               | 1 – 0                                                                   | Argentina                                                               | Qual. Mondiali 2014                                                     | -                                                                       | 89’                                                                     |
| 11-11-2011                                                              | Barranquilla                                                            | Colombia                                                                | 1 – 1                                                                   | Venezuela                                                               | Qual. Mondiali 2014                                                     | -                                                                       |                                                                         |
| 29-2-2012                                                               | Malaga                                                                  | Spagna                                                                  | 5 – 0                                                                   | Venezuela                                                               | Amichevole                                                              | -                                                                       | 66’                                                                     |
| 24-5-2012                                                               | Puerto Ordaz                                                            | Venezuela                                                               | 4 – 0                                                                   | Moldavia                                                                | Amichevole                                                              | -                                                                       | 46’                                                                     |
| 2-6-2012                                                                | Montevideo                                                              | Uruguay                                                                 | 1 – 1                                                                   | Venezuela                                                               | Qual. Mondiali 2014                                                     | -                                                                       | 55’                                                                     |
| 9-6-2012                                                                | San Cristóbal                                                           | Venezuela                                                               | 0 – 2                                                                   | Cile                                                                    | Qual. Mondiali 2014                                                     | -                                                                       | 64’                                                                     |
| 15-8-2012                                                               | Sapporo                                                                 | Giappone                                                                | 1 – 1                                                                   | Venezuela                                                               | Amichevole                                                              | 1                                                                       |                                                                         |
| 7-9-2012                                                                | Lima                                                                    | Perù                                                                    | 2 – 1                                                                   | Venezuela                                                               | Qual. Mondiali 2014                                                     | -                                                                       | 69’                                                                     |
| 16-10-2012                                                              | Puerto La Cruz                                                          | Venezuela                                                               | 1 – 1                                                                   | Ecuador                                                                 | Qual. Mondiali 2014                                                     | -                                                                       | 67’                                                                     |
| 22-3-2013                                                               | Buenos Aires                                                            | Argentina                                                               | 3 – 0                                                                   | Venezuela                                                               | Qual. Mondiali 2014                                                     | -                                                                       | 81’ 84’                                                                 |
| 26-3-2013                                                               | Puerto Ordaz                                                            | Venezuela                                                               | 1 – 0                                                                   | Colombia                                                                | Qual. Mondiali 2014                                                     | -                                                                       | 67’ 77’                                                                 |
| 11-10-2013                                                              | San Cristóbal                                                           | Venezuela                                                               | 1 – 1                                                                   | Paraguay                                                                | Qual. Mondiali 2014                                                     | -                                                                       |                                                                         |
| 5-9-2014                                                                | Bucheon                                                                 | Corea del Sud                                                           | 3 – 1                                                                   | Venezuela                                                               | Amichevole                                                              | -                                                                       | 69’                                                                     |
| 9-9-2014                                                                | Yokohama                                                                | Giappone                                                                | 2 – 2                                                                   | Venezuela                                                               | Amichevole                                                              | -                                                                       | 66’                                                                     |
| 14-11-2014                                                              | Talcahuano                                                              | Cile                                                                    | 5 – 0                                                                   | Venezuela                                                               | Amichevole                                                              | -                                                                       | 66’                                                                     |
| 18-11-2014                                                              | La Paz                                                                  | Bolivia                                                                 | 3 – 2                                                                   | Venezuela                                                               | Amichevole                                                              | -                                                                       | 66’                                                                     |
| 18-6-2015                                                               | Valparaíso                                                              | Perù                                                                    | 1 – 0                                                                   | Venezuela                                                               | Coppa America 2015 - 1º turno                                           | -                                                                       | 82’                                                                     |
| 21-6-2015                                                               | Santiago del Cile                                                       | Brasile                                                                 | 2 – 1                                                                   | Venezuela                                                               | Coppa America 2015 - 1º turno                                           | 1                                                                       | 72’                                                                     |
| 4-9-2015                                                                | Puerto Ordaz                                                            | Venezuela                                                               | 0 – 3                                                                   | Honduras                                                                | Amichevole                                                              | -                                                                       | 69’ 76’                                                                 |
| Totale                                                                  |                                                                         | Presenze                                                                | 51                                                                      |                                                                         | Reti (6º posto)                                                         | 11                                                                      |                                                                         |

## Palmarès
- Campionato scozzese: 1

Celtic: 2012-2013
- Coppa di Scozia: 1

Celtic: 2012-2013
- Indian Super League: 1

Bengaluru: 2018-2019
- Hero Super Cup: 1

Bengaluru: 2018